# Перегляд коду

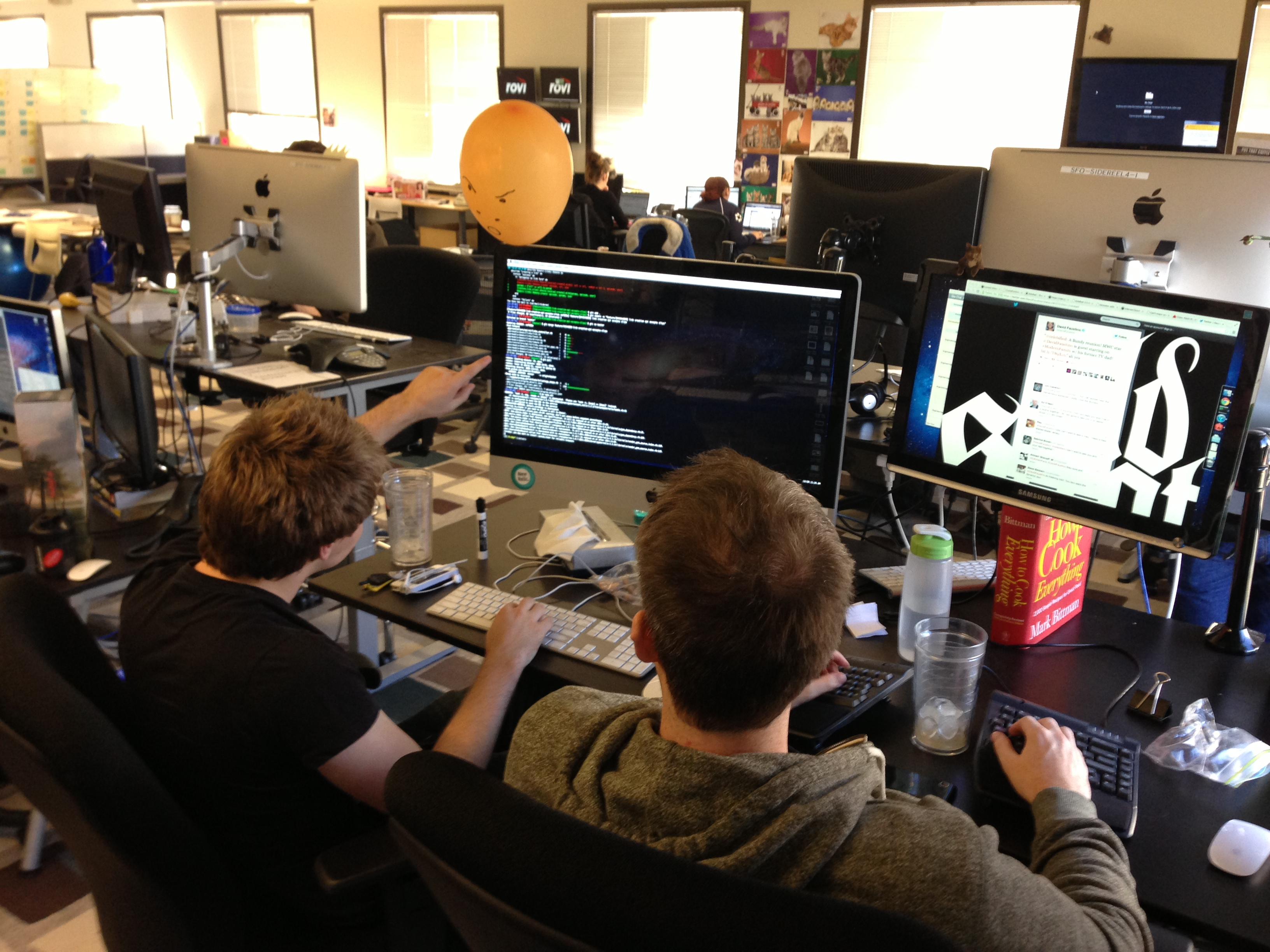
Двоє розробників перевіряють код

Перегляд коду (англ. code review) — систематична перевірка вихідного коду програми. Призначений не лише для виявлення помилок, але є й одним з етапів розробки програмного забезпечення для покращення загальної якості програмного коду.

## Опис
Перегляди коду часто сприяють знаходженню та виправленню загальних вразливостей, таких як вразливості форматних рядків, помилки некоректної послідовності виконання частин коду, витоки пам'яті та переповнення буферу, таким чином покращуючи безпеку програмного забезпечення. Онлайн-репозиторії на основі Subversion, Mercurial, Git або інших, дозволяють групам користувачів спільно робити перегляд коду. Крім того, спеціальні інструменти для спільного перегляду коду допомагають полегшити цей процес.
Автоматизоване ПЗ для перегляду коду дозволяє зменшити завдання по перегляду великих відрізків коду завдяки автоматичній перевірці вихідного коду на відомі вразливості.
При перегляді коду рекомендують перевіряти 200—400 рядків за годину. Інспектування та перегляд більш ніж декілька сотень рядків коду за годину для критичного ПЗ (наприклад, критичного в плані безпеки вбудованого ПЗ) може бути занадто швидким для того, щоб знайти помилки. Дані по галузі свідчать, що, при перегляді коду, можна досягти виявлення до 85 % помилок, при середньому значенні цього показника 65 %.
Як показали емпіричні дослідження, до 75 % дефектів, виявлених при перегляді коду, більш стосуються розширюваності програмного забезпечення, аніж його функціональності, що робить перегляд коду відмінним інструментом для компаній, які працюють над продуктами або системами з довгим циклом розробки.
Перегляд коду також дає час аби запропонувати рефакторинг.

## Типи
Перегляд коду поділяється на дві основних категорії: формальний перегляд коду та поверхневий перегляд коду.
Формальний перегляд коду, наприклад, такий як інспекція програми за Файганом, передбачає детальний і ретельний багатофазний процес з багатьма учасниками. Під час формального перегляду коду розробники ПЗ проводять серію зустрічей та переглядають код рядок за рядком, часто використовуючи для цього надруковані копії коду.
Полегшений перегляд коду, як правило, вимагає менше ресурсів, ніж формальна інспекція коду, хоча він може бути не менш ефективним. Часто полегшений перегляд коду є частиною звичайного процесу розробки:
- Через плече — один з розробників буквально дивиться через плече автора коду, в той час як той проходить через код;
- Email розсилка — система керування вихідним кодом автоматично розсилає написаний код на перегляд електронною поштою після того, як була зроблена відмітка про завершення;
- Парне програмування — два автори пишуть код разом на одному комп'ютері, так як це часто трапляється в екстремальному програмуванні;
- Перегляд коду з допомогою інструментів — автори та ті, хто переглядає код, використовують програмні інструменти, як неспеціалізовані (такі як pastebin-и або IRC), так і спеціальні інструменти, розроблені для рецензування коду.

Багато команд розробників відмовляються від традиційного формального перегляду коду на користь полегшеного, роблячи його частиною свого стандартного процесу розробки ПЗ.

## Критика
Історично, формальний перегляд коду вимагає значних вкладень ресурсів під час підготовки до перегляду і значного обсягу часу на сам процес.
Використання інструментів аналізу коду можуть спростити цю діяльність. Зокрема, це стосується інструментів, які є в IDE, так як вони дають розробнику повідомлення щодо дотримання стандартів програмування безпосередньо під час роботи над кодом.